# Dinobryon
Dinobryon is een geslacht van microscopische algen in de familie Dinobryaceae. Dinobryon zijn organismen met een mixotrofe levenswijze: ze zijn in staat om energie te verkrijgen uit fotosynthese, maar voeden zich ook met organisch materiaal en bacteriën. Het geslacht omvat minstens 37 beschreven soorten. De bekendste soorten zijn D. cylindricum en D. divergens, die in de belangstelling zijn gekomen vanwege hun bijdrage aan voorbijgaande bloei in de fotische zone van meren en vijvers. Dergelijke bloei kan vluchtige organische stoffen produceren die de waterkwaliteit beïnvloeden.
Soorten van het geslacht Dinobryon kunnen voorkomen als vrijlevende, solitaire cellen of in vertakte kolonies. Hoewel de meeste soorten aangetroffen zijn in zoetwatermeren en vijvers, is Dinobryon ook gedocumenteerd in estuariene habitats.

## Bloei
Bloei van Dinobryon komt voornamelijk voor in mesotrofische gematigde meren en vijvers, hoewel ze ook zijn waargenomen in eutrofische wateren. Dergelijke bloei treedt op tijdens de lente bij het begin van thermische stratificatie. De bloei wordt geïnitieerd door latente siliciumsporen van diatomeeën, statosporen genaamd. Verhoogde voorjaarsinsolatie zorgt ervoor dat ze ontkiemen, waarbij amoeboïdcellen worden geproduceerd die twee flagella genereren en een vaasachtige cellulose-omhulsel (lorica) aanmaken. De beweeglijke cellen bereiken de fotische wateren en delen zich.